# 天禄 (辽朝)
天祿（947年九月—951年九月）是辽世宗耶律阮的年号。辽朝使用该年号共5年。

## 改元
- 會同十年——二月一日，遼太宗改國號為大遼，改元大同。四月二十二日，遼太宗去世，二十三日，遼世宗耶律阮即位。九月十六日，改元天祿。[2][3]
- 天祿五年——九月四日，耶律察割將遼世宗殺死。九月八日，遼穆宗耶律璟即位，改元應曆。[3][4]

## 紀年對照表
| 天祿 | 元年  | 二年  | 三年  | 四年  | 五年  |
| ---- | ----- | ----- | ----- | ----- | ----- |
| 公元 | 947年 | 948年 | 949年 | 950年 | 951年 |
| 干支 | 丁未  | 戊申  | 己酉  | 庚戌  | 辛亥  |

## 同期存在的其他政权年号
- 中國
  - 天福（947年）：後漢—劉知遠之年號
  - 乾祐（948年－956年）：後漢—劉知遠、劉承祐，北漢—劉旻、劉鈞之年號
  - 广顺（951年－953年）：後周—郭威之年號
  - 保大（943年－957年）：南唐—李璟之年號
  - 乾和（943年－958年）：南漢—劉晟之年號
  - 广政（938年－965年）：後蜀—孟昶之年號
  - 至治（946年－951年）：大理—段思良之年號
  - 同慶（912年－966年）：于闐—尉遲烏僧波之年號
- 日本
  - 天曆（947年－957年）：村上天皇之年号

## 参見
- 中國年號索引
- 其他政权使用的天祿年号

## 深入閱讀
- 李崇智. . 北京: 中華書局. 2004年12月. ISBN 7101025129.
- 鄧洪波. . 臺北: 國立臺灣大學東亞經典與文化研究計劃. 2005年3月  [2021-11-26]. ISBN 9789860005189. （原始内容 (pdf)存档于2007-08-25）.

| 前一年號： 大同 | 辽朝年号 | 下一年號： 應曆 |